# Bohumil Bachura
Bohumil Bachura (20. prosince 1894, Lom – 27. ledna 1945, Malá pevnost Terezín, Terezín) byl český sokolský funkcionář, za Protektorátu Čechy a Morava důležitý představitel nekomunistického protiněmeckého odboje na severu Čech – velitel významné severočeské odbojové skupiny ÚVOD – Krušnohoří.

## Životopis

### Před ustavením protektorátu
Bohumil Bachura byl původním povoláním báňský úředník. V obci Bohosudov spoluzakládal Sokol a od samotného jeho počátku jej zastupoval v Sokolské župě Krušnohorské-Kukáňově. Koncem 20. let dvacátého století pomáhal při stavbě sokolovny a ve 30. letech dvacátého století působil jako starosta bohosudovského Sokola. Kromě sokolské organizace byl Bohumil Bachura i politicky činný – stál v čele okresního vedení Československé strany národně socialistické (ČSNS) v městě Chabařovice. Ve dnech záboru severočeského pohraničí henleinovci byl Bohumil Bachura členy Sudetoněmecké strany a jejich příznivci surově lynčován. Po záboru německého pohraničí odešel bývalý sokolský funkcionář Bohumil Bachura v říjnu roku 1938 do Prahy.

### Odboj

#### Obrana národa, Tři králové
V hlavním městě se zapojil do práce pro ilegální („vojenskou“) organizaci Obrana národa (ON). V rámci podzemního protiněmeckého hnutí odporu, které ON zastřešovala, byl Bachura pověřen organizováním odboje v severočeském pohraničí. Spolupracoval se členy zpravodajsko–sabotážní skupiny Tři králové (podplukovníkem Josefem Balabánem, podplukovníkem Josefem Mašínem a štábním kapitánem Václavem Morávkem).

#### Otto Král
Bohumil Bachura se (spolu s Otto Králem) podílel na zajišťování ilegálních odchodů československých vojáků z protektorátu do zahraničí a spolupracoval taktéž při ukrývání nelegálních radiostanic. V rámci skupiny ÚVOD – Krušnohoří (viz níže) Bohumil Bachura převážně spolupracoval nejen s výše zmíněným Otto Králem, ale také s kapitánem Josefem Kňourkem, poválečným starostou Josefem Vondrou, Václavem Tichým a úředníkem – bývalým italským legionářem Karlem Kubcem.

#### ÚVOD – Krušnohoří
Od března 1940 působil Bohumil Bachura jako velitel významné severočeské odbojové skupiny ÚVOD – Krušnohoří. Tato skupina operovala v úseku „Ústí nad Labem – Most“. 
Odbojová skupina ÚVOD – Krušnohoří se skládala ze sokolských činovníků, kteří po německé okupaci odešli do Prahy, a kteří zůstali v pravidelném styku s ústeckými Čechy. (Bohumil Bachura, Otto Král, kapitán Josef Kňourek, Josef Vondra, Václav Tichý). Vedoucím úseku „Ústí nad Labem – Most“ byl úředník a italský legionář Karel Kubec z Ústí nad Labem. 
Odbojová skupina ÚVOD – Krušnohoří byla napojena na jednoho z hlavních představitelů domácího nekomunistického odboje – docenta doktora Vladimíra Krajinu.

#### Petiční výbor Věrni zůstaneme
Ve výše uvedených ilegálních strukturách Bohumil Bachura také fungoval jako „spojka“ s odbojovou centrálou PVVZ. Petiční výbor Věrni zůstaneme byl také znám pod označením odboráři a sestával převážně z nekomunistických levicových intelektuálů, svobodných zednářů, Ženské národní rady, odborových organizací zaměstnanců pošt a železnic. PVVZ definoval, udržoval a rozvíjel ideovou základnu nekomunistického odboje.

#### Radiotelegrafická skupina ON - východ
V létě roku 1940 byla vytvořena „Radiotelegrafická skupina ON - východ“ s úkolem navázat a udržovat rádiové spojení ilegální vojenské organizace ON se Sovětským svazem za účelem předávání zpravodajských informací. Radiotelegrafická skupina ON - východ měla původně předávat informace mezi ON a plánovanou „Předsunutou agenturní ústřednou československé rozvědky v SSSR“. Skupina zahájila vlastní radiotelegrafickou činnost ale až v březnu 1941, protože londýnská exilová vláda neustále odkládala vlastní praktické zahájení zpravodajské spolupráce se SSSR.

#### Josef Jedlička
Počátkem jara 1941 dostal řídící rezident sovětské vojenské rozvědky GRU v Praze major letectva RNDr. Josef Jedlička od pražského konzulátu SSSR dvě ilegální krátkovlnné radiové stanice HAR FX 10 americké výroby. Stanice byly opatřeny rusky psaným návodem k obsluze a provozu. Dále Jedlička obdržel i potřebné spojovací údaje (časový rozvrh vysílaných a přijímaných relací, volací znaky, provozní frekvence, šifrovací klíč apod.).

#### Jack a Magda
Koncem června roku 1941 (zahájení německé invaze do SSSR se uskutečnilo 22. června 1941) spustil Josef Jedlička provoz obou dvou „svých“ ilegálních (a dosud skrývaných) radiových stanic. Ty začaly fungovat v éteru pod krycím označením Jack a Magda (Magda byla pojmenována dle jména Jedličkovo manželky.) Obsluhu těchto radiostanic zajišťovali příslušníci radiotelegrafické skupiny ON – východ, kteří tak pomáhali majoru RNDr. Josefu Jedličkovi udržovat radiové spojení jeho pražské rezidentury s moskevskou centrálou GRU. Do organizování spojovacího programu Jack a Magda se v roce 1941 zapojil i Bohumil Bachura.

#### Emanuel Prüll
V ateliéru malíře Emanuela Prülla v nejvyšším patře smíchovského domu  bylo v letech 1940 a 1941 jedno z mnoha stanovišť vysílačky majora letectva RNDr. Josefa Jedličky. (V Prüllově ateliéru bylo dost místa k natažení antény a protiváhy.) Vysílačku Magda používali radisté Bohumil Bachura, František Chyba, Jindřich Fröde a Otakar Batlička. Skupina byla ve spojení s pracovníkem konzulátu SSSR Leonidem Andrejevičem Mochovem. Na podzim roku 1941 byla celá skupina zlikvidována gestapem. František Chyba, Jindřich Fröde a Otakar Batlička byli dne 13. února 1942 popraveni v KT Mauthausen. Emanuel Prüll byl rovněž vězněn v KT Mauthausen, ale nakonec se konce druhé světové války dožil.

#### Emauzský klášter
Dalším místem, odkud několikrát na jaře roku 1941 operovala vysílačka Magda byl komplex – benediktinský klášter v Emauzích. (Praha 2, Vyšehradská 320/49) Jejími operátory byli opět radisté Bohumil Bachura, František Chyba, Jindřich Fröde a Otakar Batlička.

#### Zpravodajská přepážka
V letech 1940 a 1941 v obchodě s kartáči a hřebeny  (na adrese: 110 00 Praha 1 – Nové Město, Jungmannova 32/25) fungovala důležitá zpravodajská přepážka. Zde si vyměňovali informace ilegálové z okruhu vydavatelů časopisu Český kurýr a členové PVVZ. Do října 1941 sloužil obchod ke schůzkám vedoucích představitelů ÚVODu a ostatních odbojářů. Sem pravidelně docházeli JUDr. Rudolf Mareš, František Andršt, Karel Prokop, Bohumil Bachura a další. Stejní „ilegalisté“ se scházeli též v nedaleké restauraci „U Jelínků“ v Charvátově ulici.

#### Rudolf Mareš
Bohumil Bachura byl v odboji napojen na jednoho z vedoucích funkcionářů ilegální organizace Ústřední vedení odboje domácího (ÚVOD) Rudolfa Mareše. (Rudolf Mareš působil též v odbojové organizaci Petiční výbor Věrni zůstaneme (PVVZ).)

#### Otto Linhart
Bohumil Bachura byl onou osobou, která varovala radiotelegrafistu Otto Linharta ihned po zátahu represivních složek na jinonický akcíz. Otto Linhart nebyl díky tomuto varování dopaden i přesto, že se jeho portrét objevil již 29. října 1941 v protektorátním pátracím Policejním věstníku. (Otto Linhart částečně změnil vzhled a podařilo se mu získat fingované osobní dokumenty na jméno „Jan Zach“.) Více než tři a půl roku pak unikal nástrahám gestapa. Zemřel v Praze 29. března 1980.

#### Josef Valčík
V polovině května 1942 proběhla na Jiráskově mostě (Praha 5; v letech 1940 až 1945 nesl most název: Dientzenhoferův most; německy: Dientzenhoferbrücke; podle českého architekta a stavitele německého původu Kiliána Ignáce Dientzenhofera) schůzka parašutisty rotmistra Josefa Valčíka (SILVER A) a Jana Kotyzy s Bohumilem Bachurou, který byl v té době napojen i na odbojovou skupinu Parsifal.

#### Parsifal
Napojení a spolupráce s významnou odbojovou skupinu Parsifal (ta zajišťovala styk se zahraničním odbojem) se Bachurovi nakonec stala osudnou. Radista a „ilegál“ Bohumil Bachura byl zatčen v souvislosti s protiněmeckou činností v rámci odbojové skupiny Parsifal dne 27. června 1942.

#### Spojenecké letecké nálety
Město Ústí nad Labem zažilo až do dubna 1945 prakticky pouze jediný letecký nálet Spojenců a to v sobotu 16. prosince 1944. Při něm bylo poškozeno jen pár vilek v Labské ulici, byla zasažena rafinerie cukru, seřazovací kolejiště na střekovském nádraží, kotelna Schichtových závodů a několik rodinných domů nalézajících se nad střekovským krematoriem. O život přišlo 21 osob. Železniční uzel, který sloužil německé armádě k přepravě vojska a materiálu, zůstal po náletu nepoškozen. V některých ústeckých závodech, především v dnešní Armaturce, zbrojní výroba nebyla vůbec přerušena a pokračovala stále naplno dále.
Jiná situace ale nastala při dvou následných dubnových leteckých útocích Spojenců na město Ústí nad Labem v úterý 17. dubna 1945 a ve čtvrtek 19. dubna 1945. Bomby dopadly většinou přesně, což bylo později vysvětleno skutečností, že ústecká odbojová skupina Bohumila Bachury už v roce 1941 zpracovala podrobný plán Ústí nad Labem se zakreslením všech vojensky a politicky důležitých objektů a tento plán pak byl přes Prahu odeslán do Londýna. Oba dubnové nálety (provedené americkými leteckými svazy) byly díky tomu vyhodnoceny jako úspěšné.

### Leden 1945
Bohumil Bachura byl zastřelen v Malé pevnosti Terezín 27. ledna 1945. Podle pramene  byl Bohumil Bachura, poté co prošel vězněním na Pankráci i výslechy v sídle pražského gestapa v Petschkově paláci, umučen 27. ledna 1945 v Malé pevnosti Terezín. Svoji poslední myšlenku zapsal na nalezenou podkovu: „Kdo za vlast umírá, neumírá nikdy!“

Spolupracovníci v odboji (Ilustrační fota)
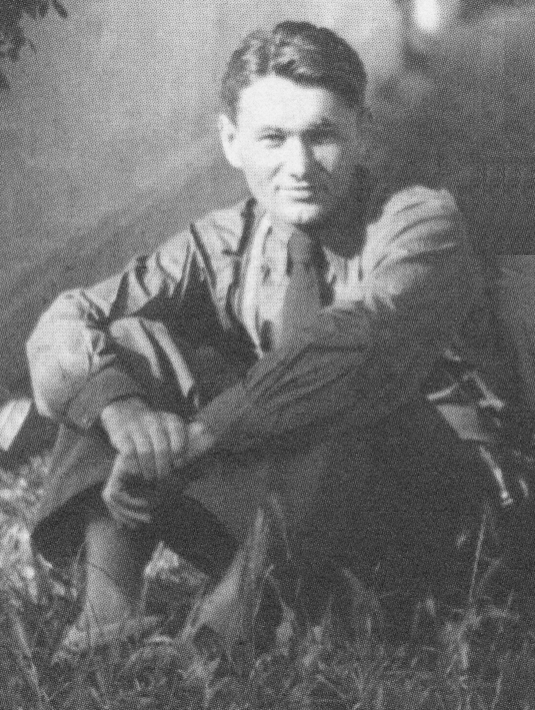
Otto Král
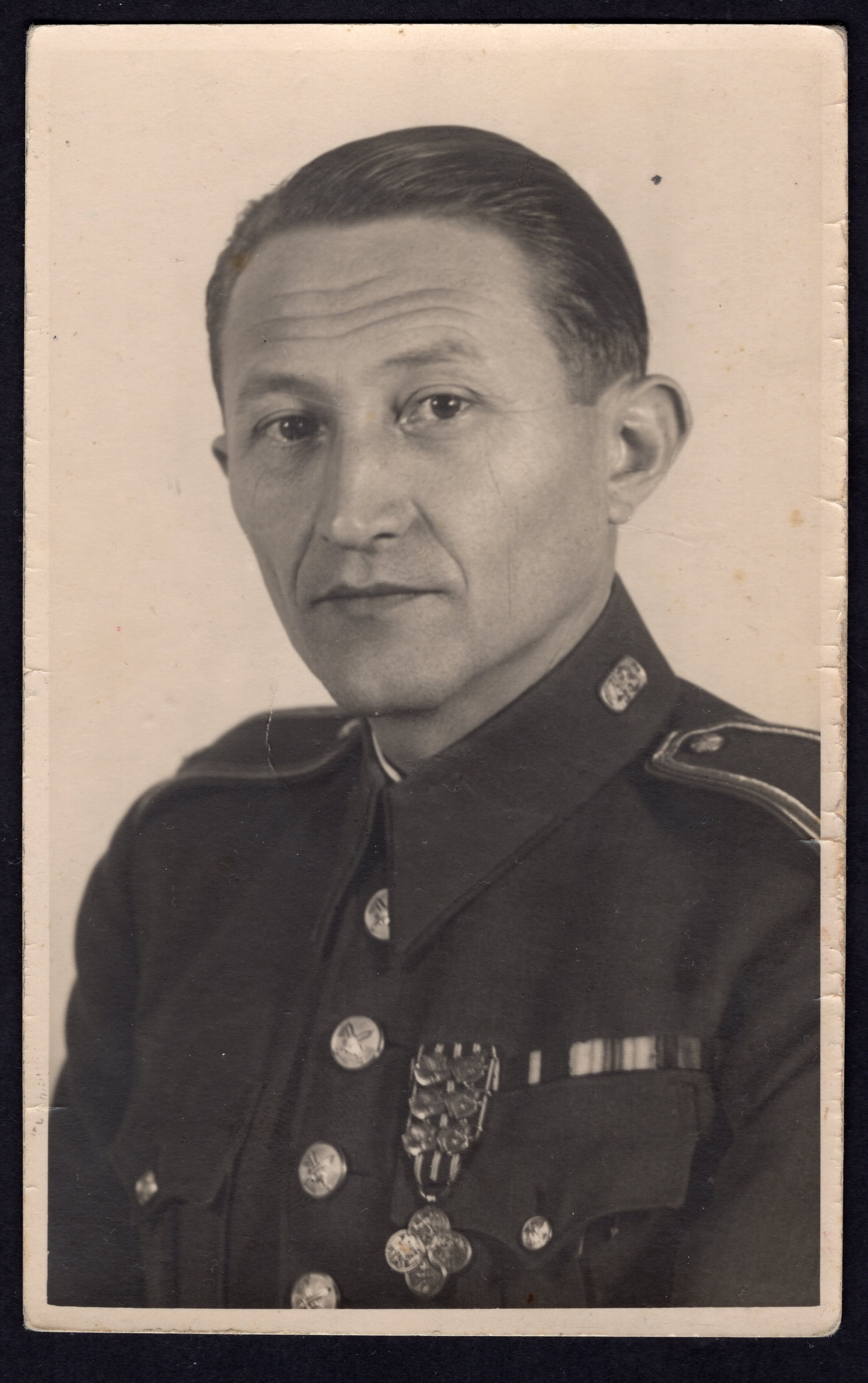
Josef Jedlička
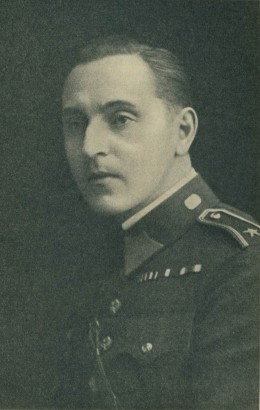
Emanuel Prüll
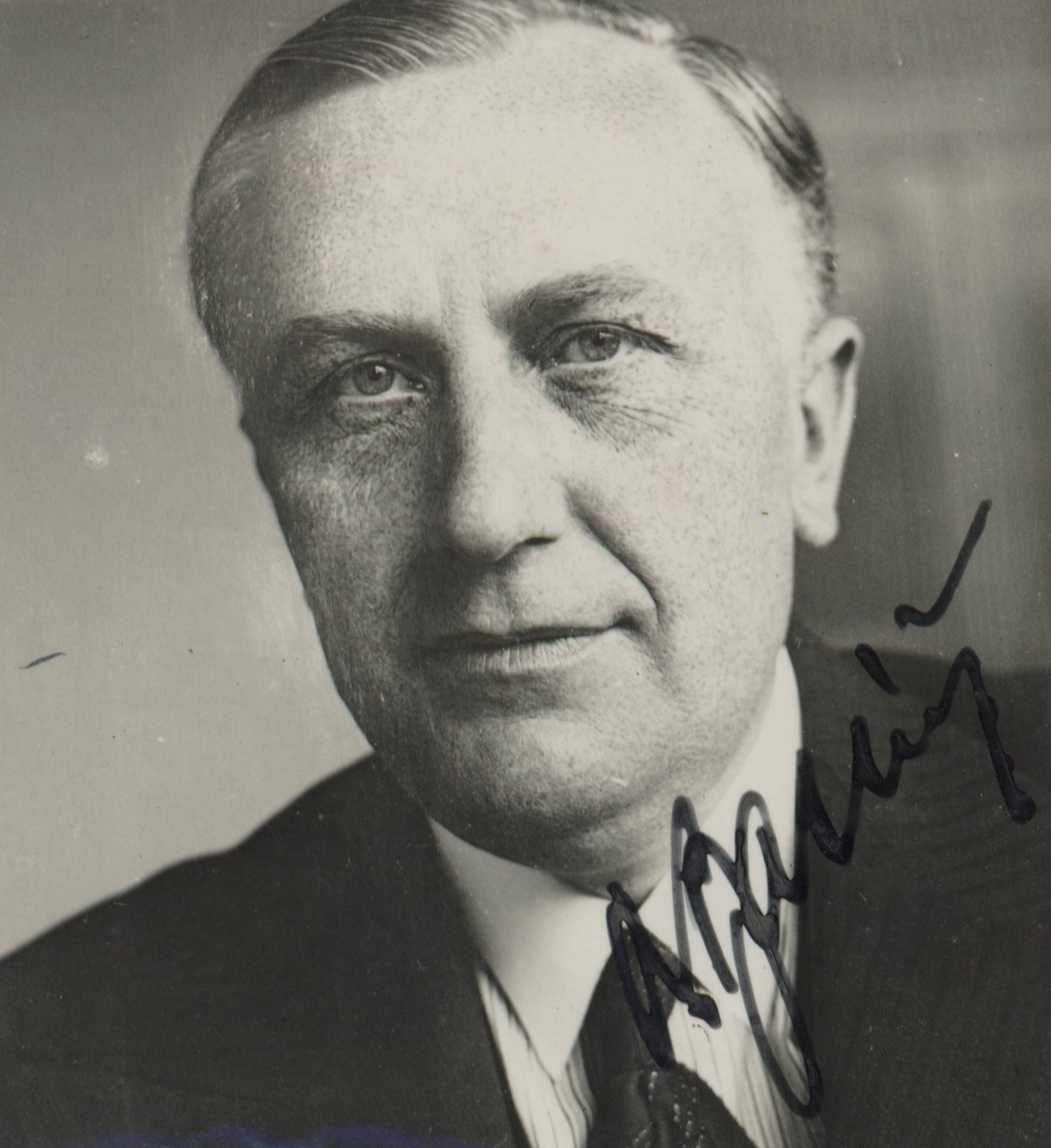
Otakar Batlička
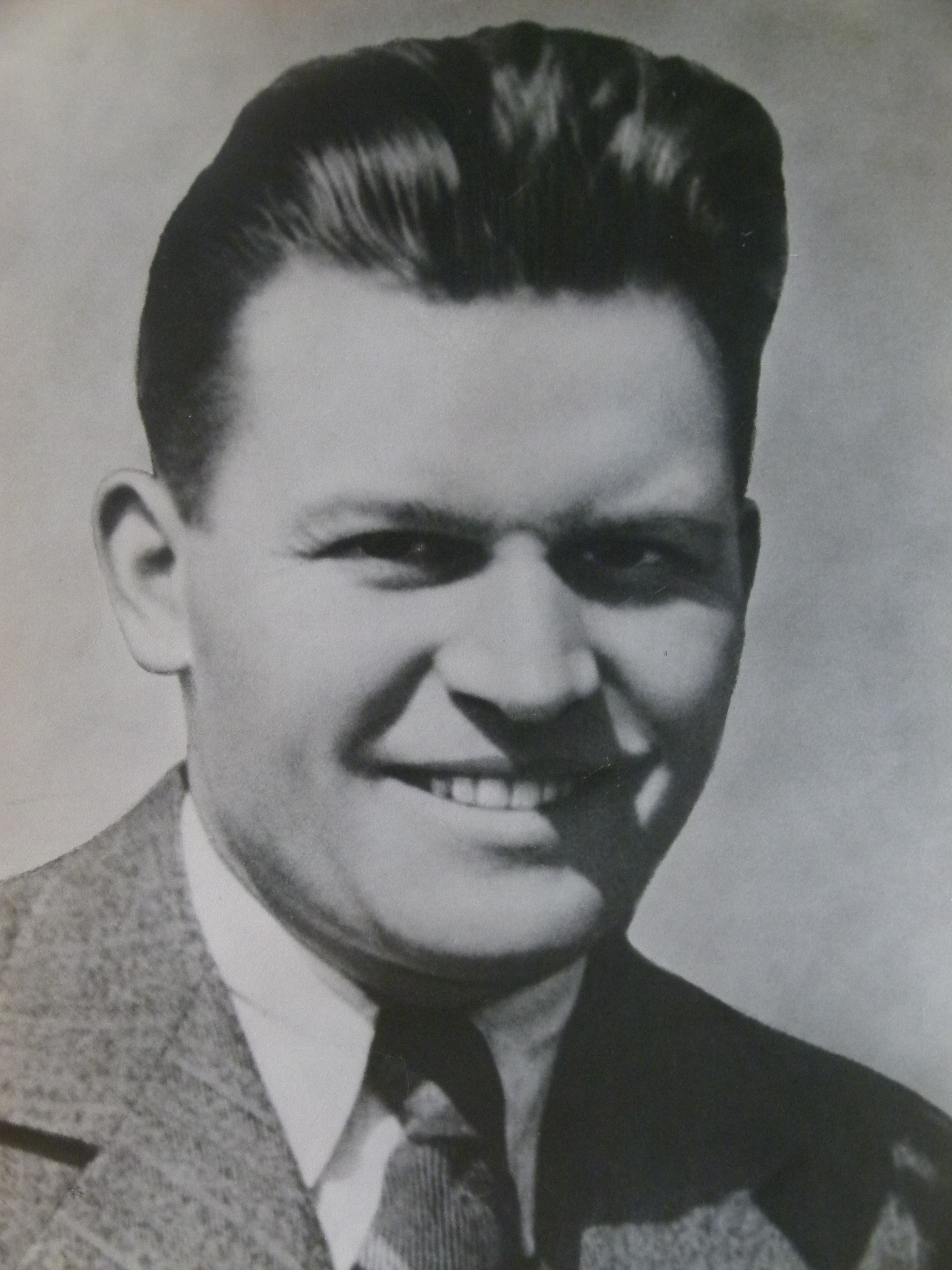
Rudolf Mareš
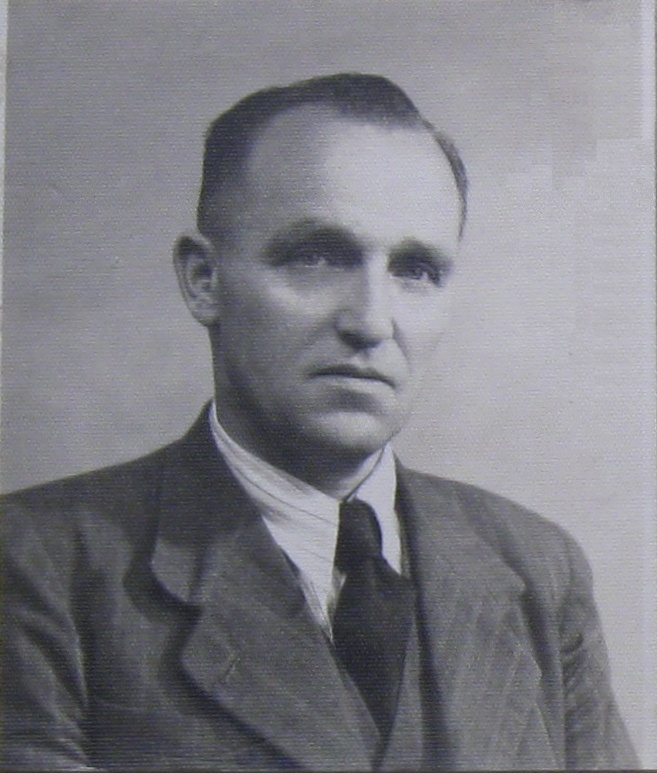
Karel Prokop
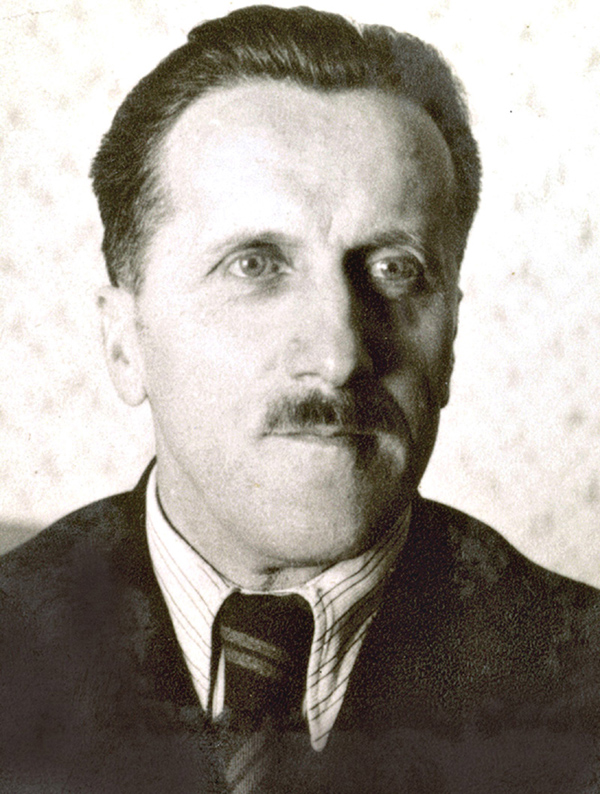
Otto Linhart
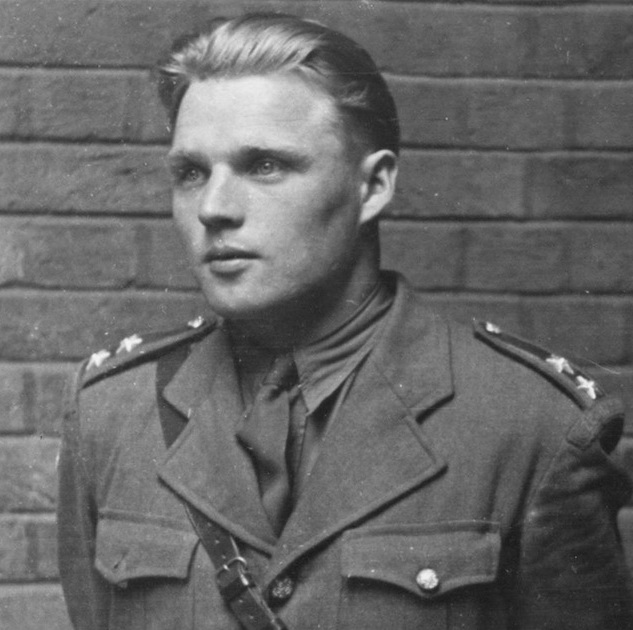
Josef Valčík